# Cassady McClincy

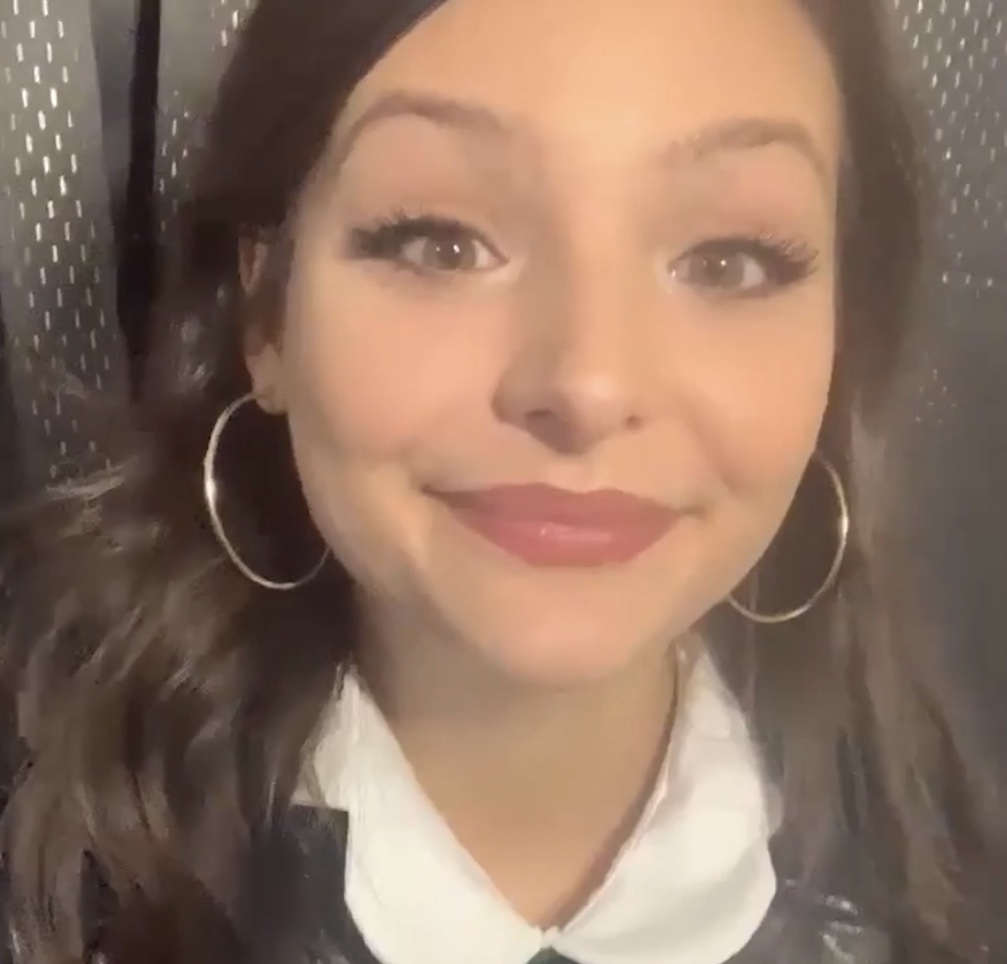
Cassady McClincy (2019)

Cassady McClincy (ur. 1 września 2000 w Ohio) – amerykańska aktorka, która wystąpiła m.in. w serialu Żywe trupy.

## Filmografia

### Filmy
| Rok  | Tytuł                      | Rola   | Uwagi |
| ---- | -------------------------- | ------ | ----- |
| 2015 | The Unexpected Bar Mitzvah | Sarah  |       |
| 2015 | Crimes and Mister Meanors  | Kat    |       |
| 2018 | Twój Simon                 | Jackie |       |
| 2018 | Poor Jane                  | Erica  |       |

### Telewizja
| Rok       | Tytuł                  | Rola               | Uwagi          |
| --------- | ---------------------- | ------------------ | -------------- |
| 2010      | The Wizard of Agni     | Munchkin Bobbi     | film TV        |
| 2010      | Five Smooth Stones     | uczennica          | krótkometr.    |
| 2014      | Jej Szerokość Afrodyta | Laura Dwyer        | 1 odc.         |
| 2014      | Let the Lion Roar      | Mary               | dokument       |
| 2015      | Constantine            | Amberly            | 1 odc.         |
| 2015      | Backtrack              | Milly Pnewski      | krótkometr.    |
| 2016      | Dobre zachowanie       | Ashleigh           | 1 odc.         |
| 2017      | Ozark                  | Anna Sloan         | 1 odc.         |
| 2017      | Daytime Divas          | Tandy Ainsley      | 4 odc.         |
| 2017      | Lore                   | Greta Hetfelderz   | 1 odc.         |
| 2017      | The Visitor            | młoda Angie        | krótkometr.    |
| 2018      | Castle Rock            | młoda Molly Strand | 4 odc.         |
| 2019-2022 | Żywe trupy             | Lydia              | w gł. obsadzie |